# ブレッジャー・ワームズヒル軽便鉄道

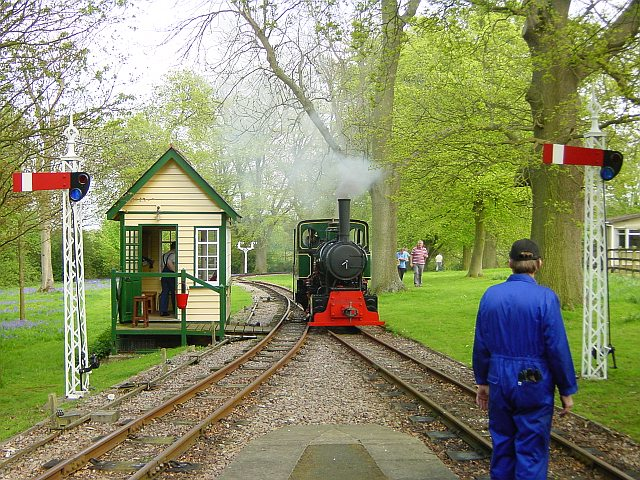
森を抜けてウォーレンウッド駅に近づく蒸気機関車ブランヒルド号

ブレッジャー・ワームズヒル軽便鉄道（ブレッジャー・ワームズヒルけいべんてつどう、英語: Bredgar and Wormshill Light Railway (BWLR)）は、イギリスのケント州シッティングボーンの南、ワームズヒルの集落とブレッジャーの近郊を走るおよそ800メートルの軽便鉄道で、軌間は2フィートである。

## 概要
BWLR は1970年代初めに趣味の仲間が始めた私線で通常の運行ができる路線であり、ウォーレンウッド駅に駅舎、機関庫、作業所を備える。高い技術で同駅とストーニーショー駅を結んで運行している。
夏のあいだ毎月第1日曜日に一般公開し、収益をさまざまな社会的な事業に寄付してきた。公開日には機関車が客車、貨物車を連ねる遊覧運行のほか、蒸気機関にかかわる展示物として鉄道模型、ショーマン式トラクション・エンジン（蒸気自動車）、ビームエンジンとポンプ室、オランダ式手回しオルガンに加えて、ガソリンエンジンのビンテージカーを見ることができる。
2011年6月18日に放送されたBBCテレビのロケに協力、料理番組中にごく短い時間、映った。

## 軌間2フィート

### 動態保存
| 製造会社                             | 製造番号・ 製造年 | 車軸配置 | 番号・ 愛称     | 特徴 | 写真 |
| ------------------------------------ | ----------------- | -------- | --------------- | --- | ---- |
| シュヴァルツコップ社                 | 9124/1927         | 0-4-0WT  | No. 1 Bronhilde | 建造当初はハンブルクの北ドイツ精銅会社 (現アウルビス) の工場構内で運用、1976年にアラン・ブルーム氏のブレッシンガム蒸気鉄道博物館 Bressingham Steam and Gardens (英語) へ移転。1979年に BWLR が蒸気機関車第1号として BWRL が購入。                     |      |
| W・G・バグナル                       | 2088/1919         | 0-4-0ST  | No. 4 Armistice | 発注者は軍需省。バーミンガム、テーム、リー地区の治水組合線で運行した2台のうちの1台。1961年に保存した当時の愛称は Lady Luxborough (ラックスボローの貴婦人)。1991年に購入した BWRL は翌1992年に修復を終えると愛称を本来の Armistice (休戦協定) に戻す。 |      |
| オーレンシュタイン・ウント・コッペル | 5668/1912         | 0-4-0WT  | No.6 Eigiau     | 1798年、ウェールズに開通したスランダガイ・トラムは1801年にペンリン鉱山鉄道に組み込まれ、Eigiau は新しいルートで運用されて1960年代初頭の鉱山線の廃止とともに引退。1963年にブレジンガム蒸気機関車公園に売却されると1995年に BWRL が購入。               |      |
| ドコービル                           | 246/1897          | 0-4-2T   | No. 7 Victory   | オーストラリア・クィーンズランド州の精糖所インビクタ・ミルと周辺のサトウキビ集積所を結んで運用後、1963年に遊覧鉄道に売却。 |      |
| ハンスレット機関製造                 | 1429/1922         | 0-4-0ST  | Lady Joan       | ウェールズ北部のスレート鉱山で1967年まで現役。ウォバーン・アビーやネブワース公園のウィンターグリーン軽便鉄道 Knebworth (英語) で運行後、1996年に BWLR が購入。                                                                                        |      |
| ジョン・ファウラー・カンパニー       | 13573/1912        | 0-4-2T   | No. 10 Zambezi  | モザンビーク・モペイアの旧セナ・エステートでサトウキビを運搬した500 mm (1 ft 7+3⁄4 in) ゲージ、1965年に廃止。1998年、イギリスに移送し2フィート軌間に改軌、機関試験に合格した2009年以降、2010年から運行の予定だった。                                  |      |

## 軌間2フィート6インチ (762 mm) と 2フィート 5 1⁄2インチ (750 mm)
| 製造会社   | 製造番号・ 製造年 | 車軸配置 | 番号・愛称   | 特徴 | 写真 |
| ---------- | ----------------- | -------- | ------------ | --- | ---- |
| ヘンシェル | 29582/1956        | 0-6-0WT  | No. 105 Siam | タイのチョンブリー県のサトウキビ農園で運用後、ウエルシュプール・スランフェア軽便鉄道へ。750 mm(2 ft 5 1⁄2 in) ゲージ。全般的に修復を行ってたいへん優良な状態で売却 (2009年6月現在) |      |

### 全般検査もしくは修復中
| 製造会社                             | 製造番号・ 製造年 | 車軸配置 | 番号・愛称    | 特徴 | 写真 |
| ------------------------------------ | ----------------- | -------- | ------------- | --- | ---- |
| アルネ・ユング                       | 3872/1931         | 0-6-0WT  | No. 2 Katie   | カメルーンのサトウキビ農園で運行。1973年に保存され1980年 BWLR が購入。フランジレスの動輪。                                    |      |
| オーレンシュタイン・ウント・コッペル | 12722/1936        | 0-4-0WT  | No. 8         | ドイツ北部のさまざまな建設現場で1957年まで運行。1970年イギリスへ輸送、ブレコンマウンテン鉄道で運行後 BWLR が購入。            |      |
| ジョン・ファウラー社                 | 18800/1930        | 0-6-0WT  | No. 9 Limpopo | 旧セナ・エステート鉄道17。モザンビークでサトウキビを運搬した後、1998年に買い取ったBWLR が全般検査を進め、2003年より運行再開。 |      |

## ディーゼル機関車

### 動態保存
| 製造会社                 | 製造番号・ 製造年 | 車軸配置 | 番号・愛称    | 特徴 | 写真 |
| ------------------------ | ----------------- | -------- | ------------- | --- | ---- |
| バグーリー＝ドリューリー | 3775/1983         | 4wDH     | No. 5 Bredgar | ミルフォード・ヘーブンの国防省施設で運行、1,000 mm ゲージ。1995年に購入、2フィート軌間 (610 mm)に改軌。 |      |

### 全般検査もしくは補修中
| 製造会社             | 製造番号・ 製造年 | 車軸配置 | 番号・愛称 | 特徴 | 写真 |
| -------------------- | ----------------- | -------- | ---------- | --- | ---- |
| ハズウェル・クラーク | DM1366/ 1965      | 0-6-0    | 15         | 旧ハーデンとシーハム・コリアリーのイギリス石炭組合が所有、1990年にサウス・タインデール鉄道に売却、BWLR が買い取ったのは2006年である。2010年11月に大掛かりな修復作業を進めた。 |      |
| モーターレール       | 9869/1953         |          | 4wDM       | 1850年代後半、大オウズ川水道事務所に納品されケンブリッジ州エリーの新しい路線で運行したのち、1977年に引退。2010年に観光施設からRWLR が買い取る 。                              |      |

## トラクション・エンジン
博物館が収蔵する蒸気自動車は4台である。公開日に運行するものと、検修あるいは全般検査が済んだ車を入れ換えて運行・展示する。
| 製造会社                       | 製造番号・ 製造年 | 車軸配置 | 番号・愛称              | 特徴 | 写真 |
| ------------------------------ | ----------------- | -------- | ----------------------- | --- | ---- |
| リチャード・ギャレット         | 33305/1918        |          | HT 7112 The Mighty Atom | 軍需省向けに開発した蒸気自動車で、第一次世界大戦中にフランスで運行。戦後、軍の放出品として売却され、ショーマン・トラクションエンジンに改造。 1964年より保存、2002年に BWLR が購入、動態保存。一般公開日に運行する。 |      |
| リチャード・ギャレット         | 33442/1919        |          | BL 9009                 | 蒸気機関の農耕用トラクター (フィールドマーシャル)。1943年までハートフォードマノー (ファリンドン) で、その後1950年にフィトニーで使用、ブライズノートンの温室加熱機構に格下げされたのち、1964年に保存される。愛称がないまま現役時代を過ごし、保存されてから「King of the Road」、「Caroline」と名称変更。1988年購入、動態保存で一般開放日に展示。 |      |
| ラストン・アンド・ホーンズビー | 115023/1922       |          | XM 6373                 | ヘンリー・ウッドハムスは初めて見た12トン複合蒸気ローラーを1922年にキャットフォードで購入。1950年まで路面修復工事に用いられて1978年に保存、1988年購入。運行可能で一般公開日に使用。 |      |
| チャールズ・バレル             | 2551/1903         |          |                         | 1903年にドイツ・マグデブルクに輸出した蒸気ローラー。1921年から1957年までベルギーで使用。改修中。 |      |

## ガソリンエンジン自動車

### ビーン社製自動車
イギリスの A・ハーパー・サンズ・ビーン社 (A Harper Sons & Bean, Ltd) が1919年から1929年にわたって製造した自動車のコレクションでも知られる
。
| モデル                         | 馬力 (kW)  | 製造年 | 登録番号 | 特徴 | 写真 |
| ------------------------------ | ---------- | ------ | -------- | --- | ---- |
| モデル 6 ツアラー              | 14         | 1923   | SV9172   | 1923年にオーストラリアへ輸出後、2001年に里帰り。製造期間は1927年から1928年。 |      |
| モデル 2                       | 11.9 (8.9) | 1922   | ME5904   | 2015年5月現在は修復中。製造期間は1923年から1924年。 |      |
| モデル 2                       | 11.9 (8.9) | 1923   | BU2789   | コレクションの中でもオリジナルの姿を忠実にとどめる1台。2012年に売却。 |      |
| モデル 3 4人乗りツアラー       | 14 (10)    | 1925   | PE2445   | 1930年代初頭にピックアップトラックに改造。1974年に5人乗りツアラーにレストア、2012年に売却。製造期間は1923年から1928年。 |      |
| モデル 4 サロン (仕切りつき)   | 12 (8.9)   | 1925   | XW8431   | 葬儀用車両。2012年に売却。製造期間は1924年から1927年。 |      |
| モデル 4 ツアラー              | 12 (8.9)   | 1926   | FD3435   | デザインが共通のドア4枚にオリジナルの車体、2012年に売却。 |      |
| モデル 6 カブリオレ            | ショート14 | 1927   | SV8671   | 新車でオーストラリアへ輸出、アデレードで製造したボディーに積み替え。2012年に売却。 |      |
| 14人乗り乗り合いバス           |            | 1929   | UL1771   | ビーン製1 1/2 トンシャーシにバーチブラザース社がケンティッシュ・タウンのボディに積み替え。1941年から1966年にキャラバンとして使用したものを1966年に購入して保存。車体整備は Birch Brothers Ltd 、1988年から1991年にわたる。2012年に売却。 |      |
| モデル 11 ピックアップトラック |            | 1930   | FG6161   | 1 1/2トンシャーシに積み替え。現役時代はノーザンバーランド州ウーラーで使用。1970年に購入し修復、2010年に売却。 |      |
| ピックアップトラック           |            | 1926   |          | 2012年まで保有。 |      |
| バン                           | 12         | 1923   | XM7525   | 2012年まで保有。 |      |

### 他社製の自動車
| 製造会社         | モデル      | 馬力 | 製造年 | 登録番号 | 特徴 | 写真 |
| ---------------- | ----------- | ---- | ------ | -------- | ---- | ---- |
| ロールス・ロイス | ファントムI |      | 1928   | YX4095   |      |      |

## その他の展示物

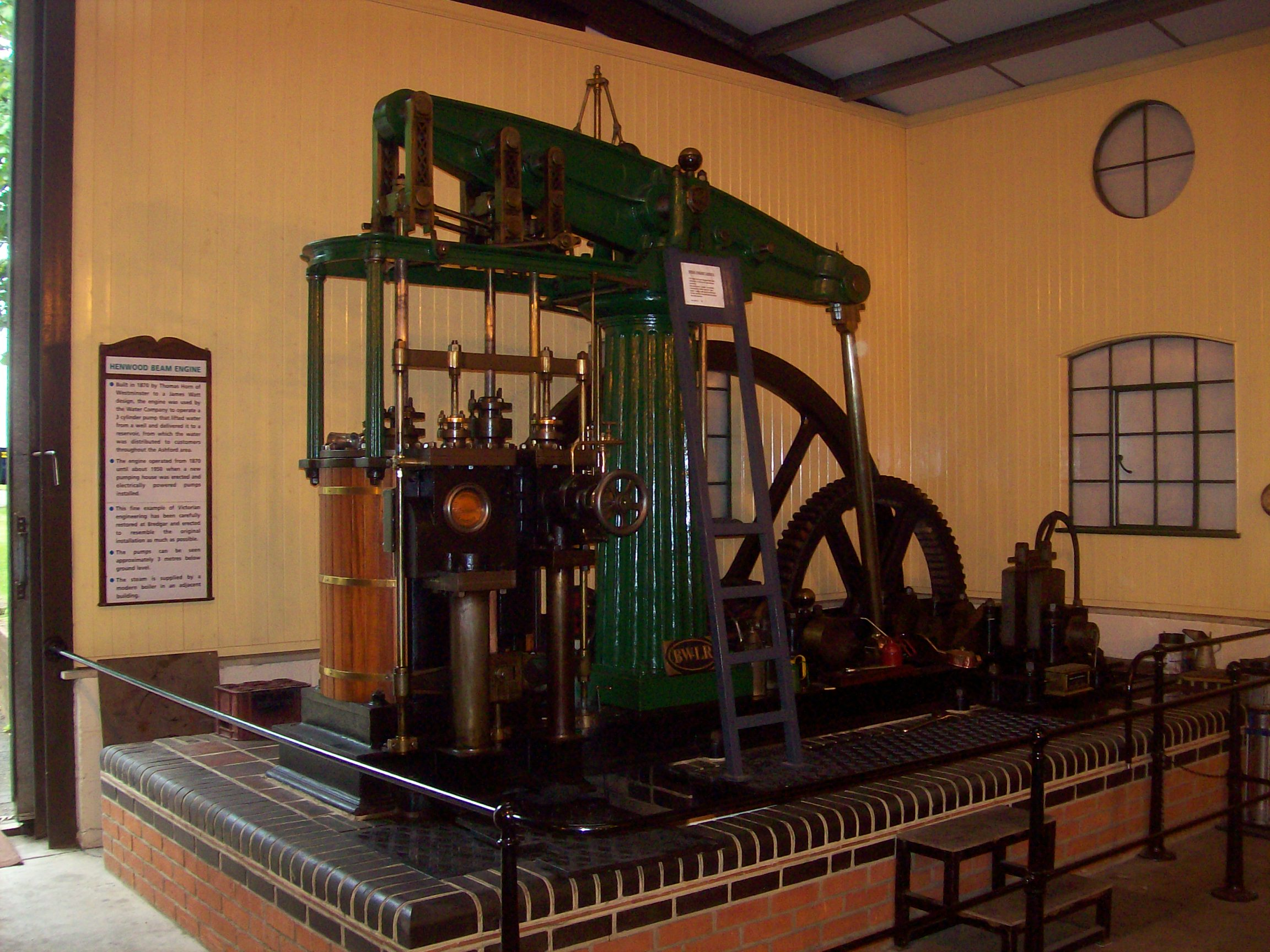
ビームエンジン

車両に加えて他の資料も展示している。

### ビームエンジン
ヴィクトリア時代のビームエンジンとポンプ設備を復元した展示物を見学できる。原形のエンジンは1870年製、ジェームズ・ワットが設計担当、製造はトーマス・ホーン。アシュフォードの水道施設に納品した2基のうちの1基。1988年に買戻し、実用レベルまでレストアしてある。

### 手回しオルガン
56キーの大型の手回しオルガンの演奏を実演しており、音楽は併設された喫茶コーナーからも楽しむことができる。

### スイス鉄道式進入警告装置
スイス国内の鉄道・私鉄ならびに軽便鉄道で統一された進入警告装置でウォーレンウッド駅のプラットホームのそばに設置。駅用無線管理装置に入れ換えられてスイスで廃止されたもの。一日一回、時計機構を手巻きで巻き上げる。

### プーリー式計量台
正式名称は「プーリー棹ばかり式計量台」の一部。このはかりは馬車運搬の時代に積荷と車体の重さを量った装置で、イギリス全土の鉄道で必ず採用されていた。近隣メードストンのジューソン社 Jewson Ltd. の寄贈品で、同社が買収した建築物を整備中に発見したのである。建築物がかつてメードストンのバラックス駅 (Maidstone Barracks railway station) の構内と背中合わせだったことから当初はこの駅の設備と考えられたが、調査の結果、その建築物で床面と平らな板が見つかり私設の装置と判明した。製造元のヘンリー・プーリー製造は機械技術者の集団であり、バーミンガムで18世紀に創業、1835年頃から棹ばかり式計量台を始め、のちにアベリー系列の参加に入っても計量器の生産とメンテナンスを専門にした。

### ベンチュリ計
トーマス・ホーン製造のビームエンジンとともに、ヘンウッド・ポンプ場 (ケント州アシュフォード) から寄贈を受けた資料。ベンチュリの原理を応用したアナログ水流計で、復原不可能といわれたものを実用レベルまでリストアした。1881年の実用新案登録はアメリカのクレメンス・ヘンシェル鉄工所で製造元はイギリスのルートンのジョージ・ケント社 (現スイスの Asea Browm Boveri 傘下) 。

### ヴィクトリア朝のヤードクレーン
1890年代ヴィクトリア朝の標準軌に積まれた手動式クレーンの好例である。製造後、ある時点でフランジ動輪に鉄製タイヤをはかせたうえ1組の動輪を改造。台車を操縦可能にして道路上の作業にあてたと考えられる。回収当時、スクラップ置き場に35年間も雨ざらしにされて傷みが激しく、2001年に修復を開始してタイヤをはずし、2フィートに改軌。

### ランカシャーボイラーの扉
ランカシャーボイラー (Twin Furnace Boiler) の正面扉はケント州ラムズゲートのポンプ場で使われた。火室前面の片側の扉には裏面に製造年と製造元・製造番号が鋳込まれている。それによると1889年製、マンチェスターの ギャロウェー W.& J. Galloway & Sons、製造番号は No. 7419 である
。

## 提携する軽便鉄道
この鉄道はフランス東部のウシュ渓谷遊覧鉄道 (CFVO = Chemin de Fer de La Valée de l'Ouche)と提携している
。